# James Stuart (arkitekt)
 For alternative betydninger, se James Stuart. (Se også artikler, som begynder med James Stuart)
James Stuart (født 1713 i London, død 2. februar 1788 sammesteds) var en engelsk arkitekt.
Han beskæftigede sig med mange hånde studier og vandrede til fods til Rom, hvor han traf sin landsmand Nicholas Revett og sammen med ham drog til Athen 1750. Resultatet af denne rejse er det berømte værk The Antiquities of Athens som blev grundlaget for det moderne studium af den græske arkitektur. Efter at han som ingeniør havde deltaget i østrigernes felttog i Ungarn, vendte han tilbage til sine opmålinger i Athen og foretog sammen med Revett en rejse til Thessalonika, Smyrna og de archipelske øer, 1753—55. Han har opført flere smukke bygninger i London, blandt andet Lord Ansons House i Saint James Square, Mr. Montaques House i Portman Square og hans egen bolig i Harley Street samt kapellet i Greenwich Hospital; endvidere Attingham Hall i Shropshire og Shugborough i Staffordshire for Lord Anson. Stuart var en dygtig akvarelmaler, ligesom han både skar i træ og stak i kobber.